# Ivan Ribar
Ivan Ribar (Vukmanić (Condado de Karlovac), 21 de enero de 1881 - Zagreb, 11 de junio de 1968) fue un político yugoslavo y resistente a la ocupación durante la II Guerra Mundial. 
Durante la contienda bélica ejerció como presidente del comité del Consejo Antifascista de Liberación Nacional de Yugoslavia, organismo creado por los Partisanos comunistas para dirigir la lucha contra los invasores alemanes. En 1943 el consejo se transformó en el gobierno legítimo de Yugoslavia frente al gobierno monárquico, en el exilio en Londres desde 1941, Ribar obtuvo el cargo de Presidente de la Asamblea Popular provisional y Josip Broz Tito el cargo de primer ministro.
Perdió a su familia entera durante la Segunda Guerra Mundial, su esposa y sus dos hijos, que luchaban con los partisanos. De hecho, su hijo Ivo Lola Ribar fue considerado de forma póstuma un héroe partisano. 
Tras el final de la guerra se formó un Gobierno Provisional (1945) donde Tito fue elegido jefe del Gobierno y el rey Pedro II como Jefe de Estado nominal ya que se hallaba en el exilio.
El 11 de noviembre de 1945 se celebró un referéndum que abolió la monarquía y estableció una república federal con un gobierno socialista dirigido por Tito como primer ministro y a Ribar como Presidente de la Presidencia de la Asamblea Popular, una especie de jefe de Estado. Finalmente el 14 de enero de 1953 Tito transforma la estructura de gobierno de Yugoslavia: se crea el cargo de Presidente de la República, que asume Tito, y un Consejo Ejecutivo Federal como gobierno.